# Mlýnek na koření

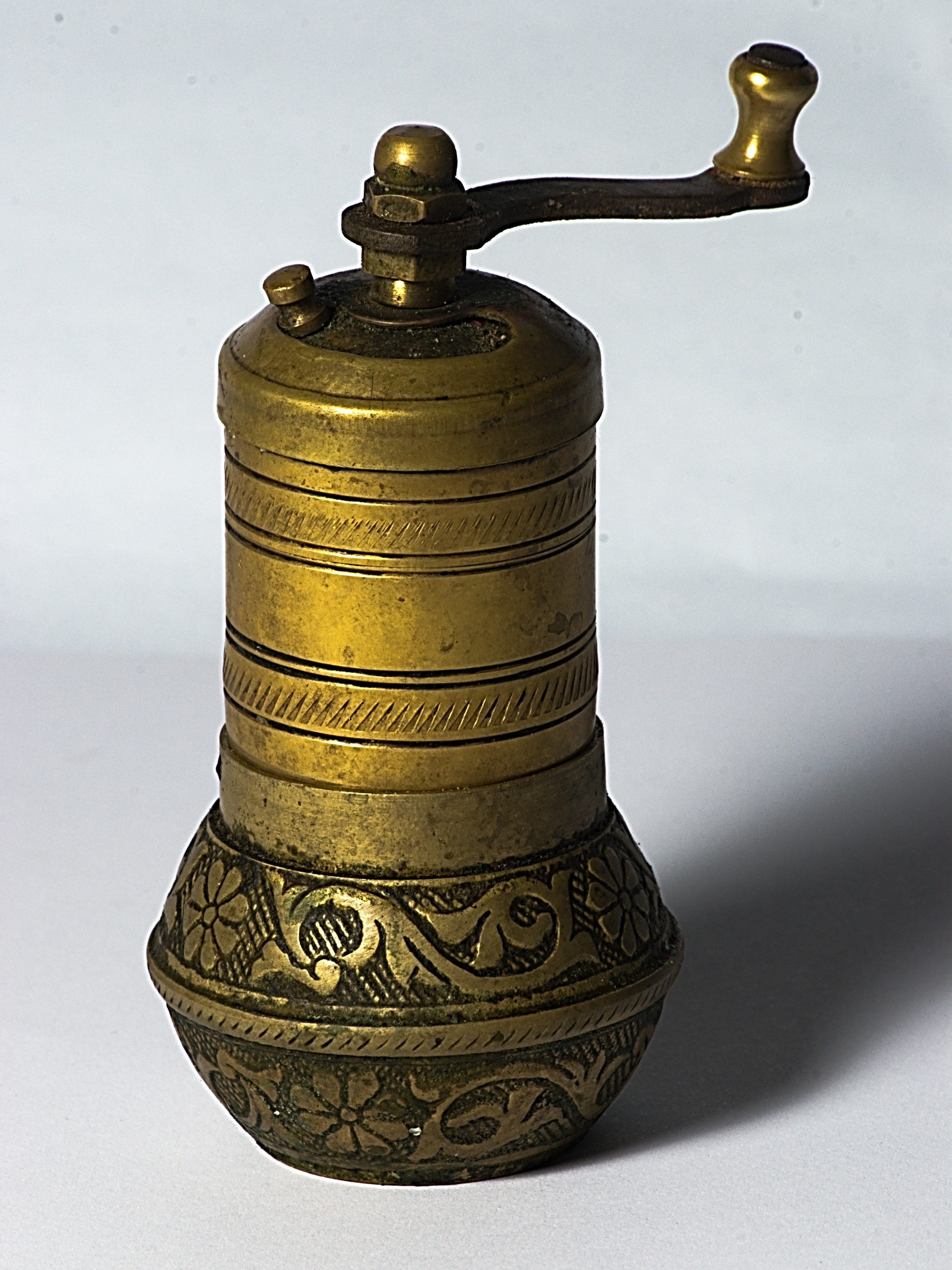
Mlýnek na koření

Mlýnek na koření je zařízení na mletí koření. Obvykle se mele koření, které má tvar malých a pevných zrnek nebo semen. Z hlediska technického principu se jedná o malý kuželový mlýn. Koření je drceno mezi otáčejícím se drážkovaným kuželem (tzv. kamenem) a pevnou kuželovou drážkovanou dutinou. Kámen je do dutiny přitlačován přes pružinu, jejímž předpětím se reguluje hrubost mletí.
Mlýnky na koření nejsou univerzální. Jsou obvykle určeny pro určitý specifický druh – mlýnek na kávu, na pepř, na sůl a pod, protože při přechodu na jiný druh by se musely pracně čistit.
Mlýnky jsou obvykle poháněny ruční silou, nebo elektricky – na baterii. Tyto (zejména mlýnky na kávu) bývají konstruovány jako tříštivé, což znamená, že drcení zrn provádějí rotující nože.